# Carica alla baionetta

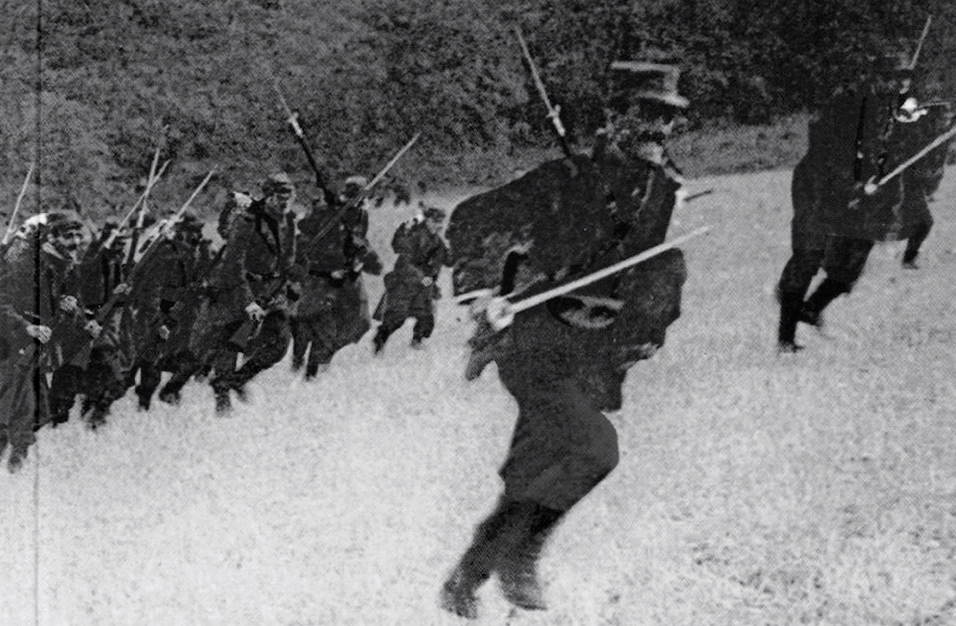
Militari si lanciano alla baionetta in uno scontro della prima battaglia della Marna.

La carica alla baionetta è una tattica militare usata in battaglia dalla fanteria, che consiste nello sferrare un attacco frontale in campo aperto contro le linee nemiche. Venne adoperata a partire dal XVI secolo, e cadde in disuso dalla fine della prima guerra mondiale come tattica di combattimento della prima linea. E fu utilizzata qualche volta durante la seconda guerra mondiale, nella guerra di Coerea, poi durante la guerra del Vietnam fu utilizzata largamente dai nordvietnamiti, e dai Viet Cong. 

## Descrizione

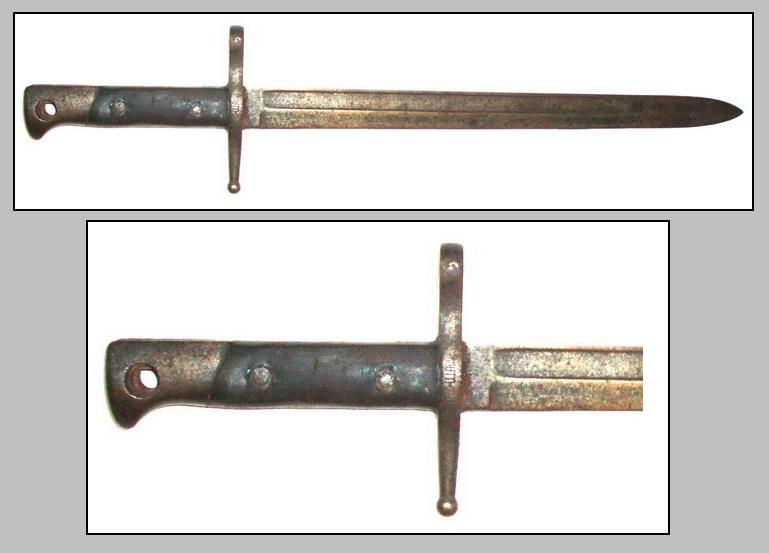
Un esempio di baionetta italiana della seconda guerra mondiale.

Questa strategia consisteva nell'utilizzo della baionetta, un'arma bianca, allo scopo di uccidere il nemico nei combattimenti corpo a corpo. Nel caso all'estremità del fucile non dovesse essere presente una baionetta, essa veniva sostituita da qualsiasi oggetto in grado di provocare una ferita da taglio potenzialmente fatale, come ad esempio pugnali ed altre armi da taglio.
La tattica cadde in disuso con l'avvento delle mitragliatrici, durante la prima guerra mondiale, allorché, pur continuandosi a verificare assalti "all'arma bianca", essi finivano spesso in un massacro.
Altri tipi di assalti (solo corpo a corpo) avvenivano più raramente nella seconda guerra mondiale e nella guerra del Vietnam, ma erano già considerati una tattica obsoleta.

## La tattica nell'età moderna
La tattica della baionetta fu sviluppata in Europa alla fine del XVI secolo. Le baionette erano costituite perlopiù da spade o da lunghi coltelli, non sempre posti all'estremità al fucile. All'epoca la baionetta non veniva usata come arma principale, ma come arma di riserva nel caso in cui quella principale (fucile o pistola) dovesse venir meno o in caso di esaurimento delle munizioni.

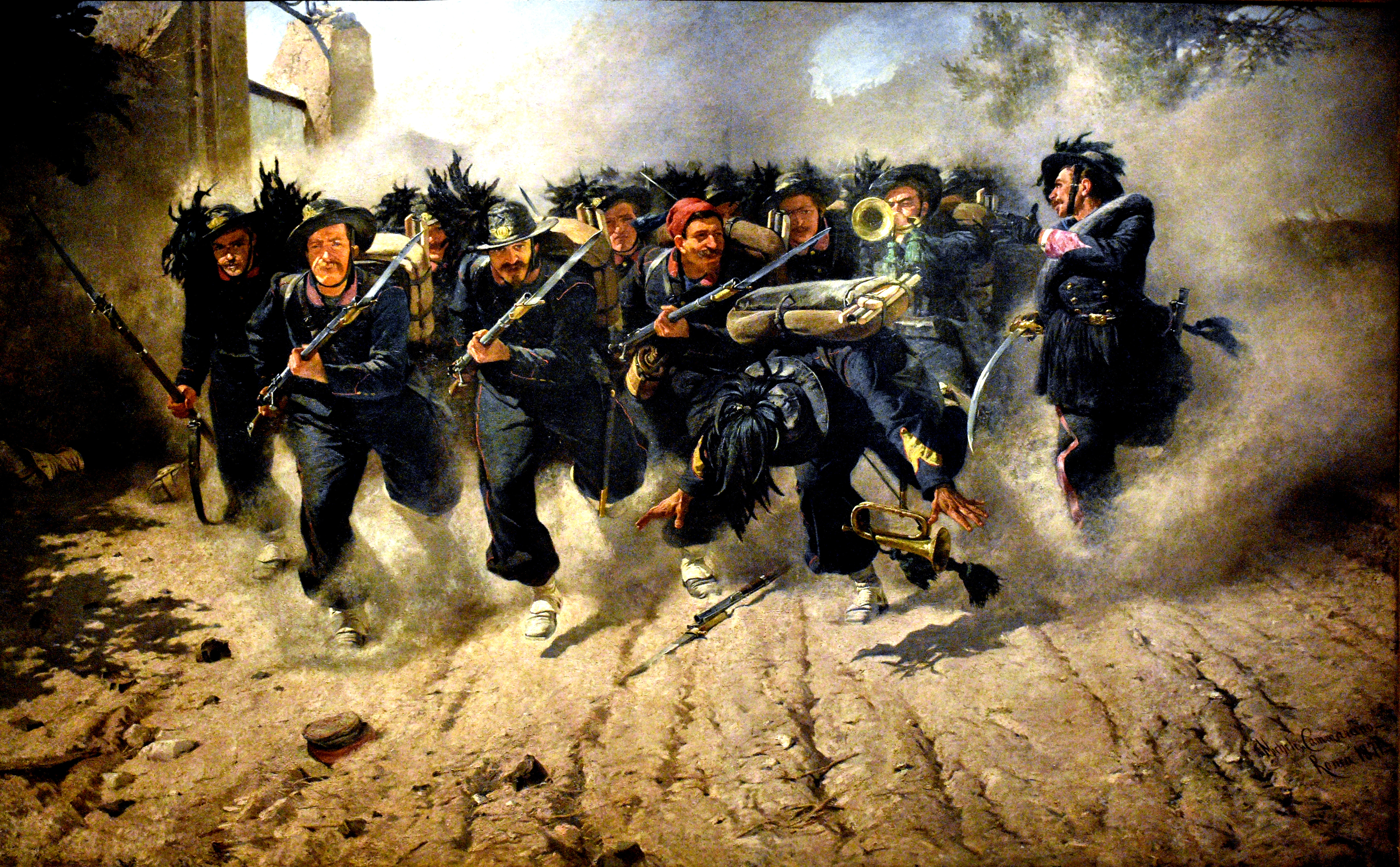
Bersaglieri italiani durante la presa di Roma, di Michele Cammarano (1871)

Nelle battaglie settecentesche o ottocentesche, l'assalto alla baionetta veniva considerato l'evento finale di una battaglia, con lo scontro diretto delle due fazioni.

## La carica alla baionetta nella prima guerra mondiale

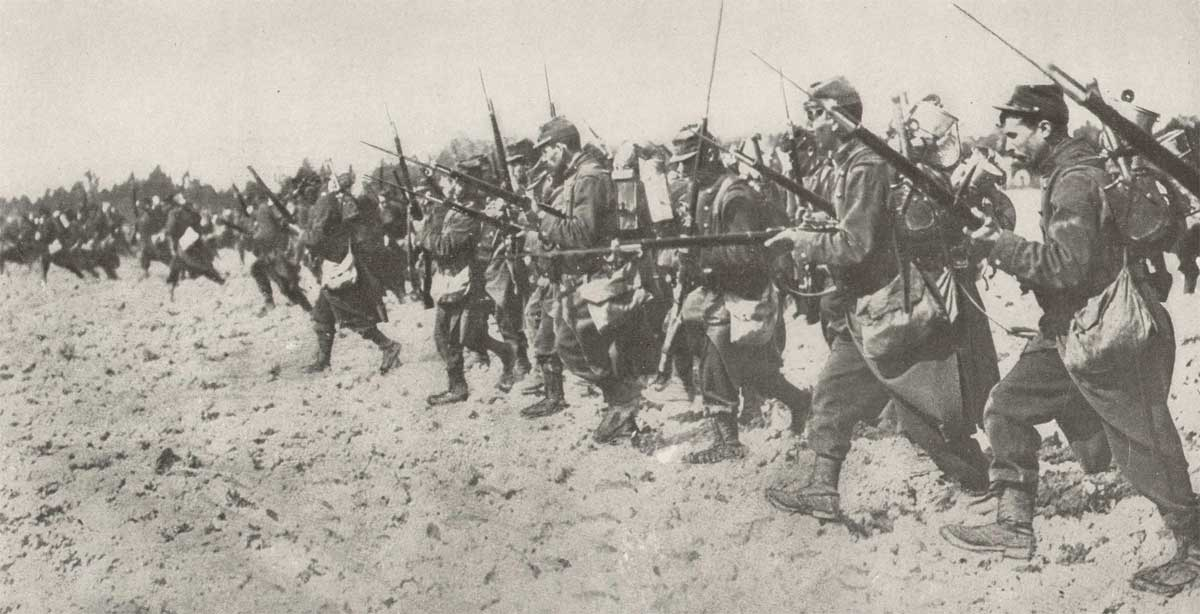
L'esercito francese durante una carica alla baionetta nella prima guerra mondiale.

Allo scoppio della prima guerra mondiale, la carica alla baionetta era ancora considerata una valida strategia di attacco. Tra le teorie belliche basate su questa tattica, abbiamo ad esempio l'offensiva ad oltranza, strategia elaborata dagli alti comandi dell'esercito francese. Fu usata perlopiù nei primi anni di guerra, quando si credeva di poter vincere la guerra tramite una rapida invasione frontale. Tuttavia, questa tecnica comportò perdite elevatissime da parte della fanteria che la applicava, grazie all'uso di filo spinato e mitragliatrici, il primo dei quali rallentava la fanteria all'attacco, mentre le mitragliatrici la falcidiavano.
Una volta valutato che gli attacchi frontali alla baionetta non producevano grossi risultati, se non perdite, gli alti comandi preferirono passare alla guerra di trincea, quindi aumentando il numero delle trincee sul campo di battaglia e incrementando il fuoco dell'artiglieria per indebolire il più possibile il nemico prima dell'attacco.

## Impieghi attuali

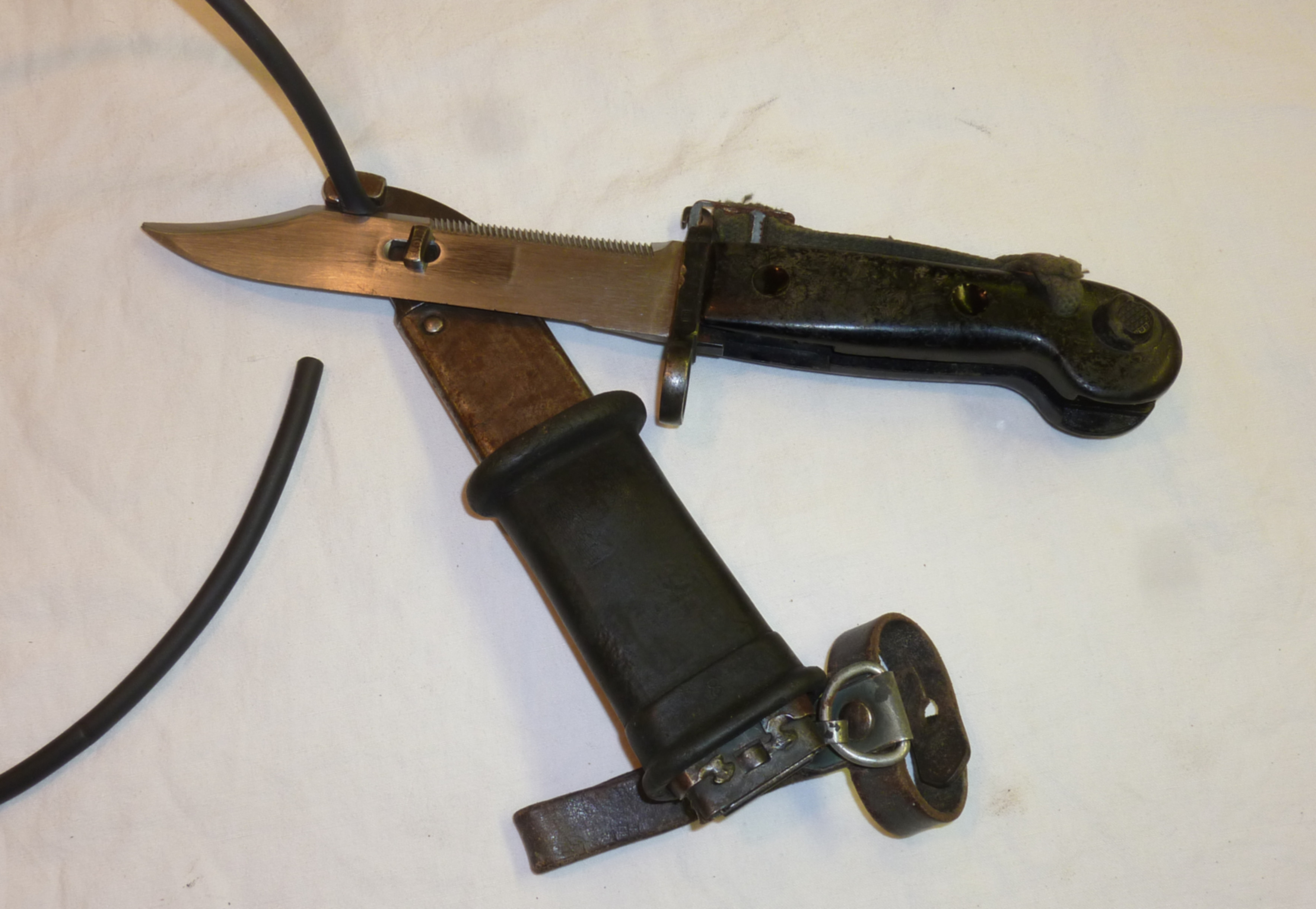
Una moderna baionetta, di dimensioni ridotte, da sopravvivenza.

Come sopracitato, subito dopo la prima guerra mondiale, data la scarsa efficacia di tale arma, l'utilizzo della baionetta divenne raro nelle operazioni di prima linea. Attualmente riveste ruoli marginali, come la rappresentanza nelle parate militari, ma è usata anche nell'addestramento della fanteria, allo scopo di aumentare il morale e l'aggressività dei soldati.
Le baionette, oggigiorno, trovano impiego anche come coltelli da sopravvivenza, come l'M9 americana e l'AKM sovietica utilizzati per gli scopi più disparati.